# Boën-sur-Lignon
Boën-sur-Lignon település Franciaországban, Loire megyében. Lakosainak száma 3017 fő (2022. január 1.). Boën-sur-Lignon Arthun, Leigneux, Sainte-Agathe-la-Bouteresse, Saint-Sixte és Trelins községekkel határos.

## Népesség
A település népességének változása:
| Lakosok száma | 3654 | 3603 | 3256 | 3135 | 3239 | 3308 | 3309 | 3120 | 3025 | 3017 |
|               | 1968 | 1982 | 1990 | 2006 | 2013 | 2015 | 2017 | 2019 | 2020 | 2022 |